# Манојло I Цариградски
Манојло I Цариградски (презименом Карантин или Сарантин) је био цариградски патријарх од децембра 1216. или јануара 1217. године до 1222. године. У то време Цариград је био под влашћу Латинског царства, па је седиште патријарха било у Никеји.

## Биографија
Георгије Акрополит наводи да је Манојло био познат под надимком Филозоф Манојло је био патријарх за време латинског царства насталог после пада пада Цариграда 1204. године. Манојло је одиграо значајну улогу у односима између никејског цара Теодора и латинског цара Роберта Курнтноа. Роберт је 1222. године покушао са никејским царем склопити мир кога би гарантовао брак његове ћерке Евдокије. Међутим, Манојло је спречио склапање брака због тога што је Теодор већ раније, 1217. године, склопио брак са Робертовом сестром Маријом. Склапање брака са Евдокијом би према мишљењу Манојла био инцест.

## Српска архиепископија
Свети Сава је током Манојлове и владавине Теодора Ласкариса пошао у Никеју да издејствује оснивање архиепископије која ће обухватати земље под влашћу краља Стефана Првовенчаног. Никејски Ромеји изашли су му у сусрет, утолико лакше што су морали жртвовати само интересе охридског црквеног средишта које је било под влашћу супарничке Епирске деспотовине. Манојло је Светог Саву посветио за архиепископа.